# Lyndon (Kentucky)
Lyndon ist eine Stadt im Bundesstaat Kentucky in den Vereinigten Staaten innerhalb des Jefferson County. Das U.S. Census Bureau hat bei der Volkszählung 2020 eine Einwohnerzahl von 11.008 ermittelt. Die Stadt ist Teil der Metropolregion Louisville.

## Geschichte
In der Gegend befindet sich die Oxmoor Farm, der Wohnsitz von Alexander Scott Bullitt, einem der Verfasser der ersten Verfassung Kentuckys.
Irgendwann nach 1865 bot die L&N dem örtlichen Landbesitzer Alvin Wood den Anschluss an ihr Netz an, sofern er die Kosten für den Bau des Bahnhofs übernehmen und das Land für die Stichbahn stiften würde. Er tat dies, und 1871 nahm das Lyndon-Depot seinen Betrieb auf. Die Etymologie der Stadt bleibt ungewiss, obwohl einige sie mit Linn's Station und andere mit dem Entdecker William Linn in Verbindung bringen.
Das Kentucky Military Institute zog 1896 in die Stadt. Lyndon ist auch der Standort des Central State Hospital.
Im Jahr 1963 wurde das Postamt von Lyndon in das System von Louisville eingegliedert. Lyndon wurde bald darauf als eigenständige Gemeinde gegründet, um eine Annexion durch die Nachbarstadt St. Matthews zu vermeiden.

## Demografie
Nach der Schätzung von 2019 leben in Lyndon 16.585 Menschen. Die Bevölkerung teilte sich 2017 auf in 77,4 % nicht-hispanische Weiße, 11,2 % Afroamerikaner, 0,2 % amerikanische Ureinwohner, 2,1 % Asiaten und 2,1 % mit zwei oder mehr Ethnizitäten. Hispanics oder Latinos aller Ethnien machten 6,9 % der Bevölkerung aus. Das mittlere Haushaltseinkommen lag bei 55.248 US-Dollar und die Armutsquote bei 6,8 %.